# Amberley, Ohio
Amberley är en ort i Hamilton County, Ohio, USA.